# Bühlerhof
Bühlerhof ist eine Einöde auf der Gemarkung Unterschwarzach von Bad Wurzach im Lanndkreis Ravensburg.

## Lage
Der Bühlerhof liegt am Nordrand des Haisterkircher Rücken im Naturraum Riß-Aitrach-Platten (Naturraum-Nr. 41), der Großlandschaft Donau-Iller-Lech-Platte (Großlandschaft-Nr. 4).
Geografisch ist die Einöde etwa: 
- 400 m westlich von Söldenhorn
- 640 m südlich von Stelzenmühle
- 650 m westlich der Riedhöfe
- 830 m nördlich von Ziegolz
- 850 m südlich von Eggmannsried
- 1100 m nordöstlich von Graben
- 1700 m südwestlich von Unterschwarzach[3]

### Hydrologisch
Die Siedlung liegt im Gewässereinzugsgebiet des Mühlbachs und rund 100 m östlich beginnt das Einzugsgebiet des Wengener Mühlbachs. Beide sind Nebenflüsse der Umlach, welche über Riß und Donau in das Schwarze Meer entwässert.

## Verkehrsanbindung
Bühlerhof ist über einen asphaltierten Weg nach Norden mit Eggmannsried verbunden und somit an das Straßennetz angebunden. Des Weiteren führen verschiedene Feldwege zum Hof:
- ein Feldweg aus Richtung Osten von Ziegolz
- ein geschotterter Weg aus dem Südwesten von Graben
- ein geschotterter Privatweg aus dem Nordosten von Greut[3]

### Öffentlicher Personennahverkehr
Die Einöde hat weder einen Bahnanschluss noch eine Bushaltestelle. Die nächsten Bushaltestelle ist in Eggmannsried, etwa 1,2 km und 70 Höhenmeter bergab. Der Bahnhof Bad Wurzach ist rund 7,4 km entfernt. Die Strecke zum Banhof hat grob 32 Höhenmeter bergauf und 83 Höhenmeter bergab.

### Radverkehr
Nach Bühlerhof gibt es keinen eigenen Radweg und die Einöde ist nicht an das Radnetz Baden-Württemberg angebunden. Der nächste Radweg bzw. Radnetz Anschluss ist in Unterschwarzach, rund 2 km entfernt und teilweise geschottert. Alternativ gelangt man über teilweise geschotterte Wege in Richtung Süden in etwa 1,4 km nach Graben, von dort aus kommt man auf bei Radfahrern beliebten Routen zur Grabener Höhe oder man kann auf dem Haisterkircher Rücken über den St. Sebastian und den Haidgauer Berg nach Ehrensberg Radeln.